# بني شداد (الحيمة الخارجية)

تعديل مصدري - تعديل

بني شداد هي إحدى قرى عزلة بني منصور بمديرية الحيمة الخارجية التابعة لمحافظة صنعاء، بلغ تعداد سكانها 421 نسمة حسب تعداد اليمن لعام 2004.